# Świerże (powiat chełmski)
Świerże – wieś (dawniej miasto) w Polsce położona w województwie lubelskim, w powiecie chełmskim, w gminie Dorohusk. 
Wieś leży na lewym brzegu Bugu przy drodze wojewódzkiej nr 816.
Wieś jest siedzibą rzymskokatolickiej parafii Świętych Apostołów Piotra i Pawła.

## Części wsi
| SIMC    | Nazwa      | Rodzaj    |
| ------- | ---------- | --------- |
| 0102930 | Komarówka  | część wsi |
| 0102947 | Mielniki   | część wsi |
| 0102953 | Piasek     | część wsi |
| 0102960 | Wyzwolenie | część wsi |

## Historia i demografia
Świerże uzyskały lokację miejską przed 1455 rokiem. Prawa miejskie posiadały do 19 listopada 1822 roku. W latach 1867–1954 miejscowość była siedzibą władz gminy Świerże. W latach 1975–1998 miejscowość należała administracyjnie do ówczesnego województwa chełmskiego. 
Wieś jest sołectwem w gminie Dorohusk. Według Narodowego Spisu Powszechnego z 2011 roku, liczyła 811 mieszkańców i była trzecią co do wielkości miejscowością gminy Dorohusk.
9 lipca 1863 roku w bitwie pod Świerżami stoczonej z Rosjanami, strona polska dowodzona przez majora Władysława Ruckiego, zmusiła wojska rosyjskie do wycofania się. Na miejscu bitwy znajduje się pomnik upamiętniający powstańców styczniowych.
Do 1938 roku w miejscowości stała drewniana cerkiew prawosławna, zburzona w wyniku akcji polonizacyjno-rewindykacyjnej. Pozostało po niej cerkwisko z krzyżem i kilkoma nagrobkami.

## Atrakcje turystyczne
- zabytkowy kościół parafialny pod wezwaniem Św. Apostołów Piotra i Pawła
- park podworski
- cmentarz żydowski